# Chantaje nuclear
Chantaje nuclear (título original: The Peacekeeper)  es una película de 1997 de acción americano-canadiense dirigida por Frédéric Forestier, y protagonizado Dolph Lundgren y Roy Scheider. La película sigue al Mayor Frank Cross, quién es el único hombre que puede impedir un holocausto nuclear.  La película fue hecha en la ciudad de Montreal, Quebec. 

## Argumento
El Mayor Frank Cross es un héroe popular en los Estados Unidos por haber ayudado a refugiados kurdos en el norte de Irak por su cuenta. Por ello él cuenta con la confianza del presidente para proteger la maleta que contiene los códigos secretos que accionan el arsenal de armas nucleares del país. El mayor sabe, que es un trabajo desagradable, porque siempre tendrá que llevar la maleta consigo y destruirla, si aparece alguien con intención de robarla, lo que también sería su muerte. Aun así accede a su deseo de que haga ese trabajo, que también es un castigo por haber hecho eso por su cuenta, a cambio de no ser puesto en un consejo de guerra por lo que hizo.
En el primer día de su trabajo, que empieza en Chicago, un grupo terrorista, comandado por un coronel de marines, Douglas Murphy, consigue robarle la maleta y capturar luego un silo nuclear cerca de la ciudad matando para ello a sus guardianes. Con esa maleta pueden entonces controlar los misiles nucleares dentro del silo sin que se pueda hacer algo al respecto y con uno de ellos destruyen después el monte Rushmore para demostrar al gobierno que tienen el control del silo y que están dispuestos a utilizar las bombas contra el gobierno y el país. 
El coronel resulta haber sido enviado a Irak por el presidente seis años antes en una misión secreta que tenía como objetivo matar a Saddam Hussein. Sin embargo esa unidad militar fue luego exterminada por el presidente por motivos políticos en un ataque militar en Irak para evitar que la misión se llevase a cabo cuando se dieron cuenta de que la misión no era adecuada en esos momentos en el momento en que ya habían puesto esa unidad en posición para cumplirla. También fue un ataque dirigido hacia él. Por ello Murphy quiere ahora vengarse por lo ocurrido y somete para ello al país a un terrible chantaje. Si el presidente no se suicida ante las cámaras de TV, Washington será destruida con los misiles nucleares que todavía tiene dentro del silo. 
Sin embargo Murphy no tiene intención de cumplir lo acordado porque quiere que el presidente, que cree que tiene derecho a hacer algo así en nombre de los intereses del país, tenga que ver de forma impotente como destruye Washington al igual que él tuvo que ver de forma impotente como mató a sus hombres. Solo el Mayor Cross, que ha conseguido infiltrarse entre los terroristas, y el Coronel Northrop, jefe del silo y único superviviente del asalto al silo, son los únicos con verdaderas posibilidades de enfrentarse a ello, ya que el silo no puede ser tomado desde el exterior por estar a prueba nuclear. 
Por ello, una vez que se encuentran casualmente en el silo, ellos se juntan para evitar la venidera catástrofe sin poder esperar para ello ayuda alguna desde el exterior, ya que nadie puede entrar en el silo una vez estado tomado por los terroristas. Eso lo consiguen pero de forma muy apretada y se van luego del silo culpando más tarde de lo ocurrido ante la prensa a las armas nucleares que nunca debieron haberse producido, ya que solo era cuestión de tiempo de que la humanidad los utilizase. Mientras tanto el presidente pasa por allí de forma discreta para evitar alboroto contra él por lo ocurrido.

## Reparto
- Dolph Lundgren - Mayor Frank Cross
- Michael Sarrazin - Tte. Coronel Douglas Murphy
- Montel Williams - Tte. Coronel Northrop
- Roy Scheider - Presidente Robert Baker
- Christopher Heyerdahl - Hettinger
- Allen Altman - McGarry
- Martin Neufeld - Decker
- Monika Schnarre - Jane
- Tim Correo - Nelson
- Carl Alacchi - Holbrook
- Chip Chuipka - Davis
- Roc LaFortune - Abbott
- Gouchy Chico - Robinson
- Serge Houde - Secretario de Defensa

## Recepción
Esta película, que es ópera prima del director Frédéric Forestier, tiene muchas semejanzas con la exitosa Jungla de Cristal (1988), ya que, como en muchas otras cintas, la seguridad de los estadounidenses se ve amenazada por un grupo terrorista.